# Педулас

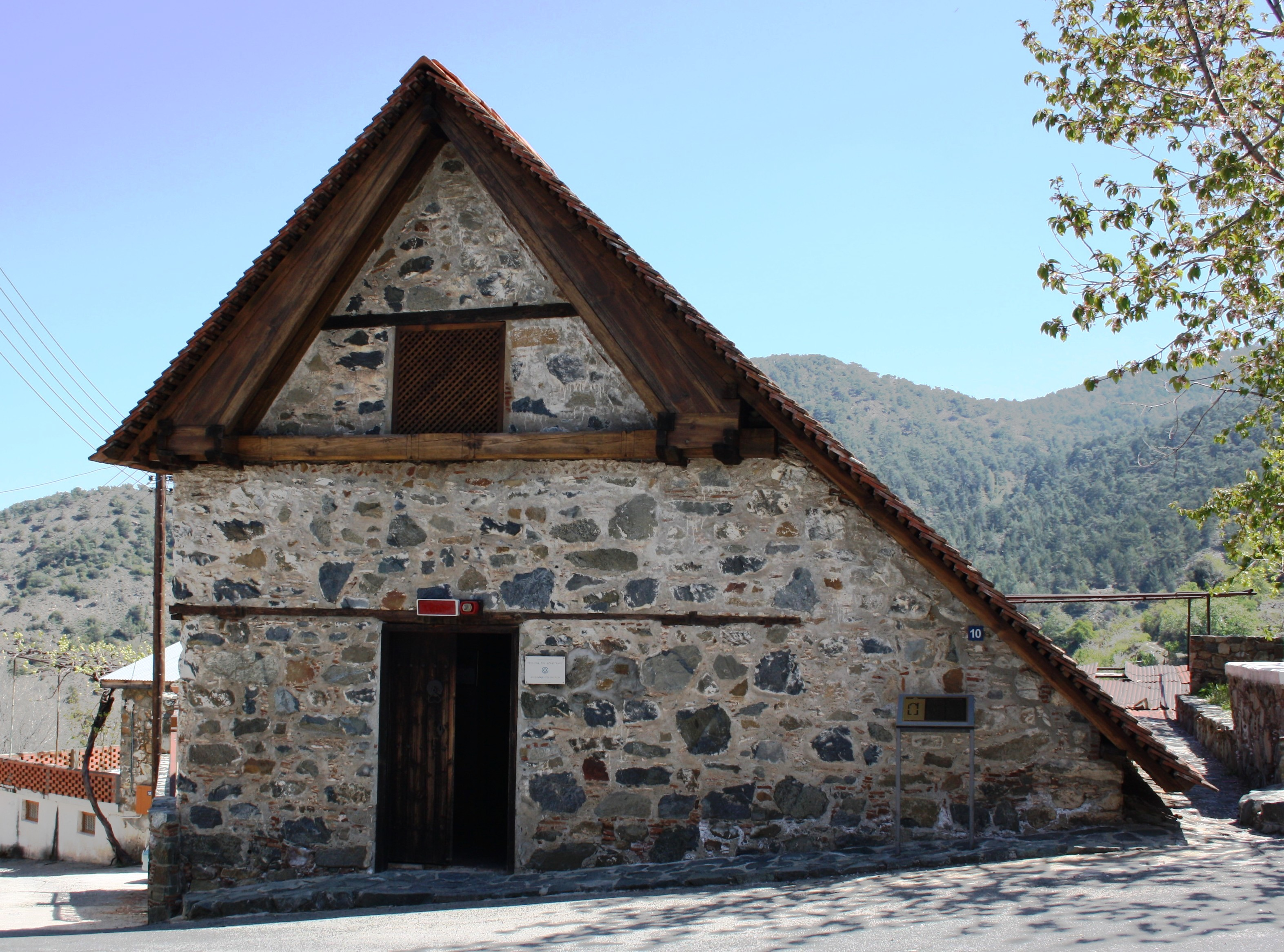
Церковь Святого Михаила в Педуласе

Педулас (греч. Πεδουλάς) — деревня на Кипре, в районе Никосии, расположена в 4 км к югу от посёлка Мутуллас.
Находится на высоте 1097 метров над уровнем моря — основное поселение долины Марафаса. В деревне находится возведённая в 1474 году Церковь Михаила Архангела, внесенная в список Всемирного наследия ЮНЕСКО. В нескольких метрах от церкви расположен Музей византийского искусства деревни Педулас. Население — 191 человек. Педулас — популярное место для отдыха: красивейшие пейзажи, особенно в мае, привлекают туристов из других стран. Основной доход жителей идёт от продажи черешни, выращивание которой составляет основу сельского хозяйства деревни.